# Ed Hugus
J. Edward Hugus (ur. 30 czerwca 1923 roku w Pittsburghu, zm. 29 czerwca 2006 roku w Pebble Beach) – amerykański kierowca wyścigowy.

## Kariera
W wyścigach samochodowych Hugus poświęcił się głównie startom w wyścigach zaliczanych do klasyfikacji Mistrzostw Świata Samochodów Sportowych. W latach 1956-1965 pojawiał się w stawce 24-godzinnego wyścigu Le Mans. W pierwszym sezonie startów stanął na drugim stopniu podium w klasie S 1.1, a w klasyfikacji generalnej był ósmy. Rok później odniósł zwycięstwo w klasie S 1.5. Dwa lata później w S 1.5 znów był najlepszy, ale nie ukończył wyścigu. W sezonie 1962 stanął na najniższym stopniu podium w klasie GT 3.0. Największym, ale nieoficjalnym sukcesem Hugusa było zwycięstwo w 24-godzinnym wyścigu Le Mans w 1965. Jednak Amerykanin nie został zarejestrowany na liście startowej. Z obawy przed dyskwalifikacją po wyścigu ekipa North American Racing Team starała się ukryć jego występ. Obecnie źródła podają jego nazwisko, jako nazwisko zwycięzcy, ale na oficjalnej liście wyników jego nazwisko dotąd nie widnieje.